# 史禄
史祿，又稱監祿，史係官職名，即監御史，姓不详，名禄，秦朝水利专家。

## 生平
秦始皇滅六國後，派屠睢发兵五十万攻打越人。為運送征服嶺南所需的軍隊和物資，便命史祿征发民工，在今廣西興安縣開鑿河渠以溝通湘、灕二水。
秦始皇三十年（前219年）至三十三年（前215年）修成，初名秦鑿渠，又稱零渠、澪渠，即今靈渠，又称“湘桂运河”。沟通了长江水系和珠江水系。秦鑿渠长二十余公里，流经地势比降度大，通过在沿河设置斗门，改变水位，使船“循崖向上，建瓴而下”不仅能通舟船，而且利于农田灌溉，是中国古代著名水利工程。
秦军击败越人战，杀西瓯君译吁宋，西瓯人于是顽强阻击，史禄被留驻揭阳岭，后不知所终。

## 后世纪念
今靈渠公園紀念館有史祿、馬援、李渤、魚盂威等四賢的塑像。